# Cliff Williams (cestista)
Clifford L. Williams, detto Cliff (Detroit, 15 aprile 1945), è un ex cestista statunitense, professionista nella NBA.

## Carriera
Non selezionato al Draft NBA 1968, giocò tre partite con i Detroit Pistons all'inizio della stagione 1968-69, segnando 4 punti.